# Richard Bonney
 (août 2016).
Si vous disposez d'ouvrages ou d'articles de référence ou si vous connaissez des sites web de qualité traitant du thème abordé ici, merci de compléter l'article en donnant les références utiles à sa vérifiabilité et en les liant à la section « Notes et références ».
Richard Bonney (13 avril 1947 - 4 août 2017) est un historien et prêtre anglais. Il est nommé Maître de conférences en Histoire Européenne à l'Université de Reading en 1971 et professeur d'Histoire Moderne à l'Université de Leicester, en 1984, un poste d'où il prend sa retraite en 2006. Il est le fondateur de la Société pour l'étude de l'histoire de France au Royaume-Uni et le fondateur et rédacteur en chef de son Journal, l'Histoire de France, entre 1987 et 2001.
Il est Chevalier de l'Ordre des Palmes Académiques pour services rendus à la culture française. 

## Biographie
Ses premières études ont été faites à Oxford. Il soutient son doctorat en philosophie sur les intendants du Cardinal de Richelieu et du Cardinal Mazarin (1624-1661) en 1973, qui est ensuite révisé et publié sous le nom Changement Politique en France sous Richelieu et Mazarin, 1624-1661 par Oxford en 1978. 
De nombreuses autres publications sur l'histoire française et Européenne, l'exercice de l'histoire suivent. Il publie: Le Roi de la dette. Finances et Politique en France, 1589-1661 (1981); la Société et le Gouvernement de la France sous Richelieu et
Mazarin, 1624-61 (1988); L'absolutisme (1989); L'état Européen des Dynasties Unies, 1494-1660 (1991)...
En 1997, il est nommé prêtre dans l'Église d'Angleterre. Son travail sur le pluralisme religieux, et en particulier son étude sur le Jihad de Coran à Ben Laden (2004), est fréquemment cité. En 2008, il publie de Faux Prophètes. Le Choc des Civilisations et la Guerre Globale contre le Terrorisme et, en 2009, La Guerre Nazi sur le Christianisme: le Kulturkampf de Bulletins d'information, 1936-1939. Avec Tridivesh Singh Maini et Malik Tahir, il a publié des Guerriers après la Guerre. Indien et Pakistanais à la Retraite des Chefs Militaires de Réfléchir sur les Relations entre les Deux Pays, le Passé, le Présent et l'Avenir (2011).